# Gerhard Joseph von Herresdorf
Gerhard Joseph von Herresdorf (* 16. Dezember 1724 in Köln; † 11. September 1792 in Köln) war Priester und Offizial des Erzbischofs von Köln.
Geboren wurde er als Sohn des Kölner Bürgermeisters Ignatius Franz von Herresdorf und seiner Ehefrau Susanne Gertz geb. von Stoesberg.
Am 21. Juni 1739 erhielt er die Tonsur, wurde 1745 zum Lic. jur. promoviert und am 27. Mai 1747 zur Priesterweihe zugelassen. Schon vorher am 10. Dezember 1740 wurde er als Kanoniker am Cassius-Stift in Bonn angenommen. Dieses Kanonikat besaß er bis zum Jahr 1778.
1750 übertrug ihm der Kölner Weihbischof Franz Kaspar von Franken-Siersdorf sein Kanonikat an St. Severin (Köln). Von 1752 bis 1792 war er Dekan dieses Stiftes. 1754 wurde er von der Residenzpflicht in Köln entbunden. Am 21. Januar 1776 wurde er Domherr zu Köln. Dieses Amt hatte er bis zu seinem Tod inne.  1778 lässt er sich als Kanoniker in Münstereifel nachweisen. Bereits unter Erzbischof Maximilian Friedrich von Königsegg-Rothenfels (1761–1784) zum Geistlichen Konferenzrat aufgestiegen, ernannte ihn Erzbischof Maximilian Franz von Österreich am 31. Dezember 1788 zum Offizial. Zugleich war er auch Hofgerichtspräsident und Sekretär des Geistlichen Rates. Er starb am 11. September 1792.
Herresdorf war ein Anhänger der Aufklärung, besonders hinsichtlich geschichtswissenschaftlicher Fortschritte. Er selbst besaß eine große Urkundensammlung. Als Offizial legte er dem Kölner Erzbischof 1791 eine rechtsgeschichtliche Untersuchung über die Stellung der Bonner Archidiakone hinsichtlich ihrer konkurrierenden geistlichen Gerichtsbarkeit mit der des Erzbischofs vor. In dieser Schrift billigte er den Archidiakonen bestenfalls eine nachgeordnete Gerichtsbarkeit zu.
Siehe auch: Liste der Kölner Domherren